# Koncertrezidencia

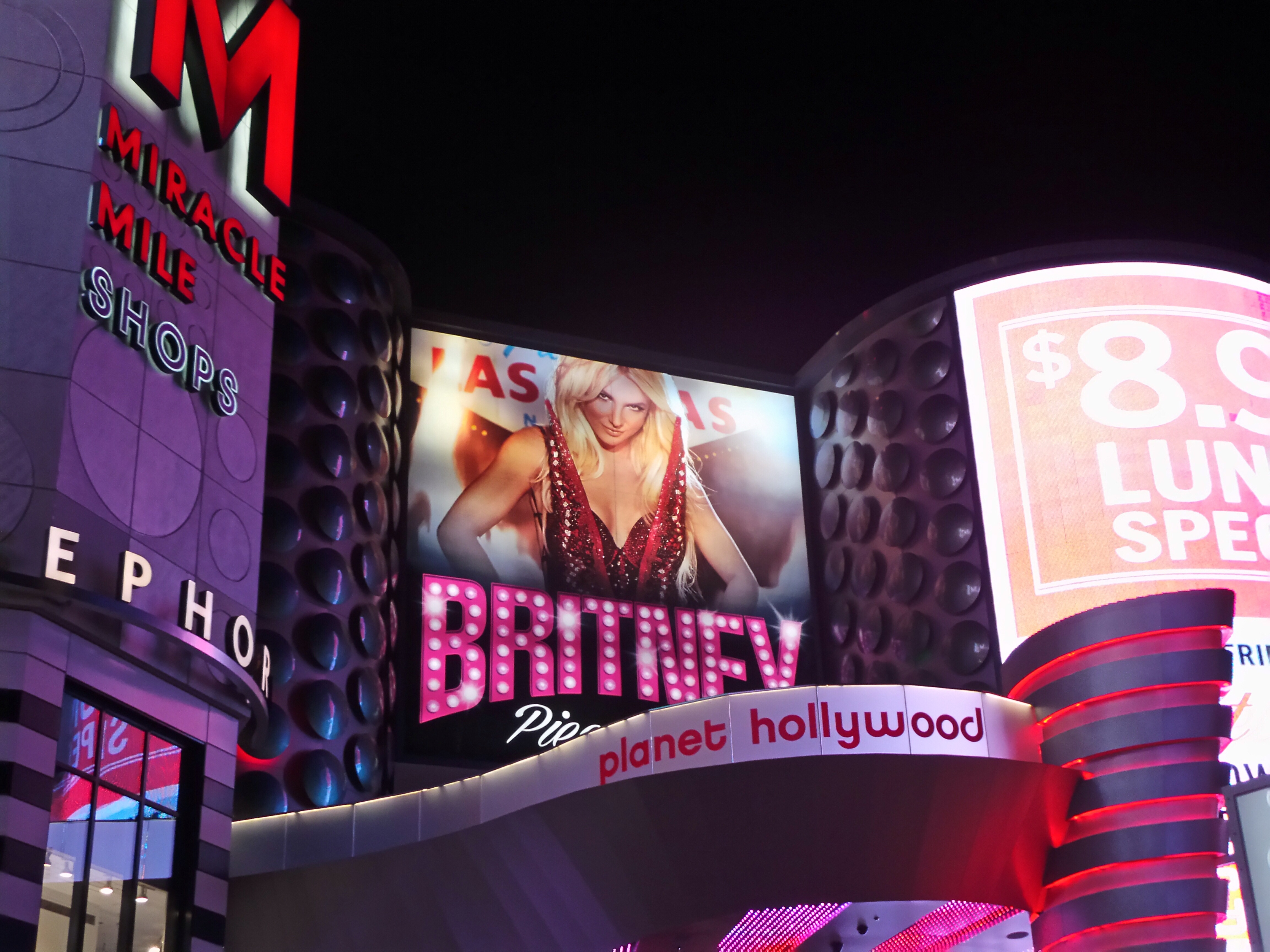
Britney Spears koncertrezidenciájának helyszíne a Planet Hollywood Las Vegas-ban

A koncertrezidencia (más néven zenei rezidencia vagy egyszerűen rezidencia) egy koncertsorozat, amely hasonló a koncertturnéhoz, de csak egy helyszínen kerül megrendezésre. A Pollstar Awards meghatározása szerint a rezidencia 10 vagy több koncertből álló fellépéssorozat egyetlen helyszínen. A koncertrezidencián fellépő előadót rezidens előadónak nevezik. A koncertrezidenciák évtizedek óta meghatározó elemei a Las Vegas Stripnek, úttörőjük az 1940-es években az énekes-zongorista Liberace volt, az 1950-es években pedig Frank Sinatra és a Rat Pack.
Céline Dion 2003-tól 2007-ig tartó A New Day... című koncertsorozata minden idők legsikeresebb koncertrezidenciája, amely több mint 385 millió dolláros bevételt hozott (565,73 millió dollár 2023-ban), és közel hárommillió látogatót vonzott 717 koncertjére. Ennek a kereskedelmi sikernek tulajdonították, hogy megváltoztatta és újjáélesztette a Las Vegas-i rezidenciákat, amelyek korábban negatív megítélés alá tartoztak, mivel az előadók akkor folyamodtak hozzájuk, amikor karrierjük hanyatlásnak indult. Diont a későbbiek folyamán „Las Vegas királynőjeként” is emlegették.

## Története
A koncertrezidencia koncepcióját Liberace énekes-zongorista alapozta meg 1944-es Las Vegas-i fellépésével. Közel tíz évvel később Liberace-nek saját műsora volt a Las Vegas-i Riviera Hotel and Casino-ban, amely a jelentések szerint hetente körülbelül 50 000 dollárt hozott „Mr. Showtime”-nak. Miután éveken át más projektekkel foglalkozott Los Angelesben, visszatért vegasi rezidenciájához, és heti 300 000 dollár körül keresett, egészen 1987- ig, amikor AIDS-szel összefüggő komplikációkban elhunyt.

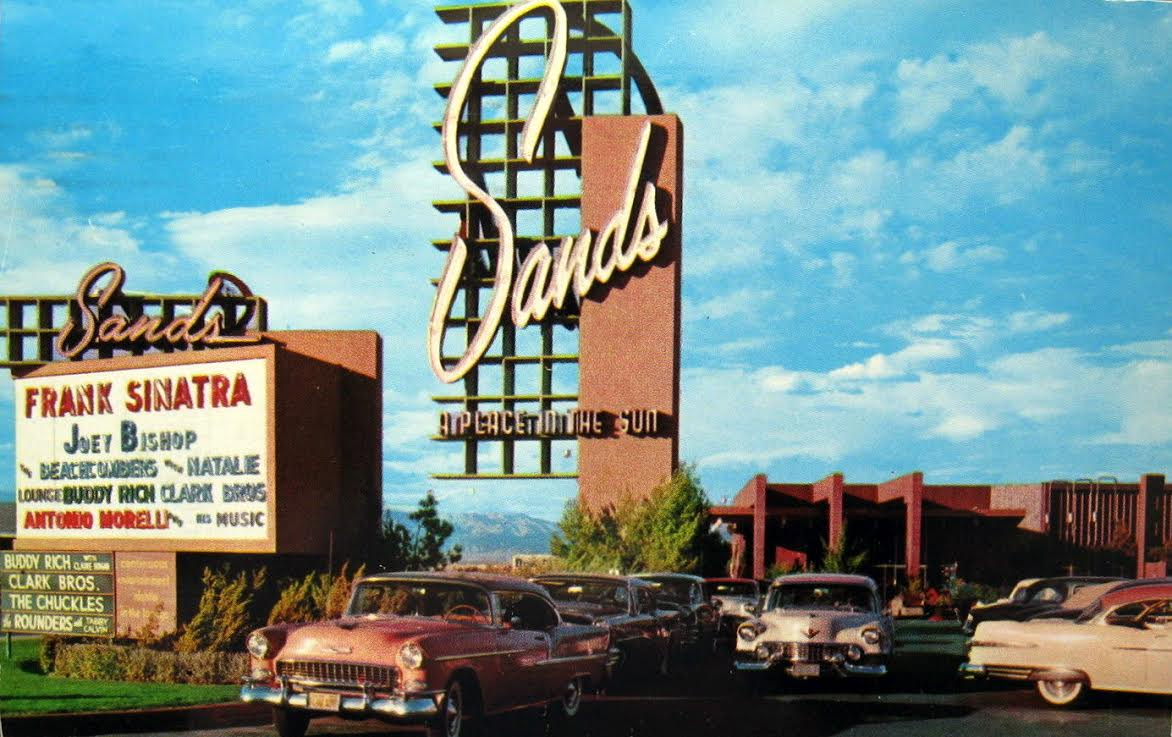
A Sands Hotel and Casino (1959), ahol Frank Sinatra volt a fő fellépő

Liberace 1944-es debütálását Frank Sinatra és a Rat Pack, valamint Elvis Presley követte. 1956 áprilisában Presley kéthetes koncertrezidenciát kezdett a New Frontier Hotel and Casino-ban, miután megjelent önmagáról elnevezett debütáló albuma. Koncertjeit a konzervatív, középkorú szállodai vendégek negatívan fogadták — „mint egy korsó kukoricasör a pezsgőpartin”, írta a Newsweek egyik kritikusa. Ennek ellenére 1969 és 1976 között Presley 837 egymást követő teltházas koncertet adott a (korábbi) Hilton Las Vegasban, amelyet azóta Westgate Las Vegas Resort & Casino-ra kereszteltek át.
A korábbi évtizedekben számos nagy keresletnek örvendő előadó több koncertet adott különböző városokban, mint például a brit popegyüttes, a Spice Girls; a Spiceworld Tour keretében a csapat 1998. április 14. és április 26. között nyolc teltházas koncertet adott a londoni Wembley Arénában, és további két koncertet – mindkettő 55 000 rajongónak – a jóval nagyobb Wembley Stadionban. A sikeres londoni fellépésük után az együttes 1998. április 28. és május 6. között hat fellépésből álló „mini-rezidenciát” tartott a birminghami NEC Arénában.
Kurt Melien, a Caesars Palace szórakoztatóipari alelnöke kifejtette, hogy „a vegasi rezidenciák történelmileg inkább veszteségcsökkentő események voltak – híres művészek játszottak kis koncerttermekben, csak azért, hogy a szerencsejátékos tömegeket becsalogassák”. A zenei világban Las Vegas úgy volt ismert, mint az a hely, ahová az énekesek „meghalni” mentek – ha a karrierjük még nem szenvedett csorbát –, és ahol viszonylag csekély fizetést kereshettek „alkonyi” éveikben, a Strip-en szórakoztatva a turistákat olyan illuzionisták, mint David Copperfield, és a Siegfried & Roy tigrisei mellett. Jim Farber zenei újságíró így nyilatkozott: „Régebben volt egyfajta giccses elem a Vegasban való fellépésben. Beszéltem erről Cherrel, és ő úgy emlegette, hogy ez egy 'elefánttemető, ahová a tehetség meghalni megy' – és ezzel saját magáról beszélt”.
Céline Dion újjáélesztette a rezidenciákat a 21. században, a 2003 és 2007 közötti A New Day... elnevezésű koncertsorozat átütő sikerével. 2011-ben egy újabb sikeres fellépéssorozatba kezdett a Caesars Palace-ban, ahol 2019-ig szóló szerződést kötött. Rezidenciái a színházi szórakoztatás új formáját vezették be; az ének, a kórusegyüttes, a zenekari kíséret, az előadóművészet, az innovatív színpadtechnika, a legmodernebb technológia és még barátja és példaképe, Michael Jackson előtt is tisztelgett. Dionnak sikerült népszerűsítenie a Las Vegas-i rezidenciákat, amely a legjobb előadók számára kívánatos módja annak, hogy lényegében helyben turnézzanak, és a legelkötelezettebb rajongóik eljöjjenek hozzájuk. Kurth Meline kifejtette: „Céline kétségkívül úttörő volt. Húsz évvel ezelőtt nem tudtunk volna rávenni valakit, aki akkora formátumú, mint Britney Spears, hogy fellépjen Vegasban. Az olyan sztárok, mint ő, soha nem gondoltak volna erre, ha Céline nem egyengette volna az utat. Megváltoztatta a modern Vegas arcát.” Dion második rezidenciáján, a Celine-en 2016. október 8-án adta rekordot jelentő 1000. koncertjét a The Colosseumban, amelyet néhai férje és menedzsere, Rene Angelil emlékének szentelt.
A 2010-es évek óta számos más nagy előadó követte a példát, és fogadta el a rezidenciaajánlatokat. Ezek közé tartoznak a legkülönbözőbb élvonalbeli előadók, például az EDM DJ-k, Tiesto és Calvin Harris, pop- és R&B előadók (köztük Adele, Jennifer Lopez, Lady Gaga, Diana Ross, Katy Perry, Usher és Mariah Carey), valamint rockzenekarok (például a Def Leppard és az Aerosmith). Az évtized vége felé még olyan hiphop előadók is felléptek, mint Drake és Cardi B. 2017-re a Forbes Celebrity 100 tizede írt alá rezidencia szerződést Las Vegasban.

## Helyszínek
Évtizedekig a koncertrezidenciák központi célpontja Las Vegas volt. New York is egyre inkább a rezidens előadók célpontjává vált, kezdve Billy Joel 2014-es Madison Square Gardenbeli fellépéseivel. 2022-ben Harry Styles augusztus 20. és szeptember 21. között 15 estén át lépett fel a Madison Square Gardenben. A Phish amerikai rockzenekar szintén ugyanezen a helyszínen adott 13 előadásból álló rezidenciát 2017. július 21. és augusztus 6. között. Bruce Springsteen 2017–18-as rezidenciáját, a Springsteen on Broadway-t a New York-i Walter Kerr Theatre-ben tartotta. 2007 augusztusában és szeptemberében a londoni O2 Arénában Prince 21 koncertet adott 21 Nights in London: The Earth Tour címmel. 2009 januárja és márciusa között Luis Miguel 25 koncertet adott a mexikóvárosi Auditorio Nacionalban. Michael Jackson 2009 júliusától 2010 márciusáig This Is It címmel 50 koncertet tervezett a londoni O2 Arénában, de halála miatt ezeket törölték. A mexikói rockzenekar, a Maná rezidencia turnéra szerződött a Los Angeles-i LA Forumba. A Maná: LA Residencia koncertsorozat kizárólag ezen a helyszínen, 2022 márciusától kezdődően, és az év végéig vagy a jegyeladások csökkenéséig tart.

## Bevételek

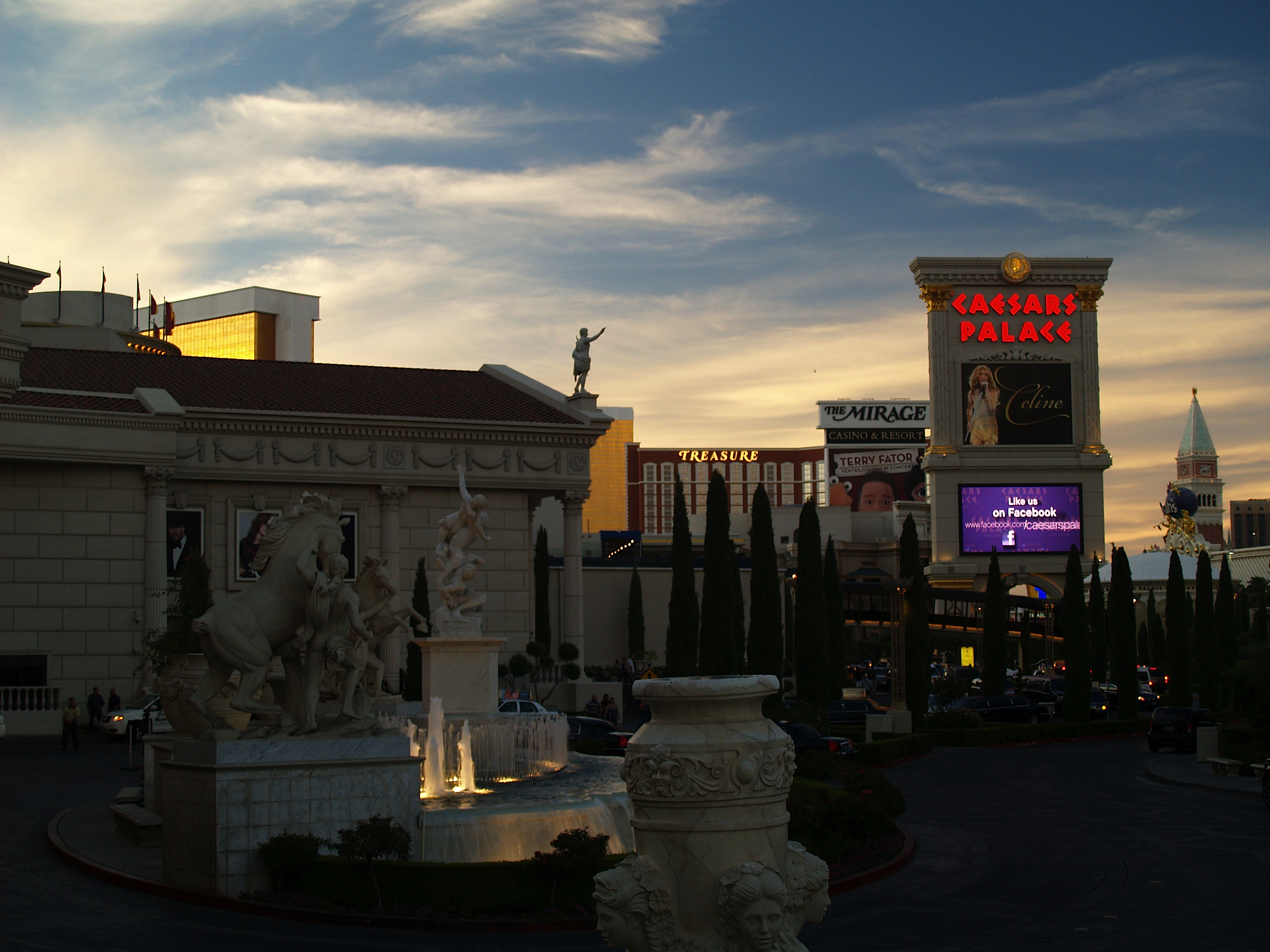
Céline Dion a The Colosseum at Caesars Palace-ban való fellépései rekordot jelentő 681 millió dollár bevételt hoztak

A történelem egyik legsikeresebb rezidenciája Elvis Presley 636 egymást követő koncertje volt az International and Las Vegas Hiltonban 1969 júliusától 1976 decemberéig. Az ő rezidenciájára vonatkozó bevételi adatok azonban nem állnak rendelkezésre. Céline Dion A New Day... című műsora minden idők legsikeresebb koncertrezidenciája, amely több mint 385 millió dolláros bevételt hozott (565,73 millió dollár 2023-as dollárban), és közel hárommillió látogatót vonzott 717 előadáson. Második rezidenciája, a Celine a második legsikeresebb, 296 millió dollárt termelve összesen 427 koncertből 2011 és 2019 között. E két rezidenciával Dion lett minden idők legtöbb bevételt hozó rezidens előadója.
Céline Dion után Elton John lett a második legsikeresebb rezidens koncertelőadó; Red Piano rezidenciája 169 millió dolláros bevételt hozott 2004 és 2009 között, Million Dollar Piano rezidenciája pedig 2011 és 2018 között 131 millió dolláros bevételt hozott. Egy másik sikeres rezidencia Britney Spears Britney: Piece of Me című műsora volt, amely 2013 decemberében kezdődött és 2017. december 31-én ért véget, és több mint 137 millió dolláros bevételt hozott. 2023 és 2024 között a U2 U2:UV Achtung Baby Live at Sphere címmel rezidenciát rendezett, amely mindössze 40 koncertből 244,5 millió dolláros bevételt hozott; a Billboard szerint ez a „leggyorsabban bevételt hozó rezidencia” a történelemben.
Las Vegason kívül Bruce Springsteen több mint 113 millió dollárt keresett a Springsteen on Broadway című New York-i rezidenciája 236 előadásával. Billy Joel a Madison Square Gardenben 2014 óta tartott havi rezidenciájával 246,8 millió dollárt keresett.

### A legtöbb bevételt hozó koncertrezidenciák
| Helyezés | Bevétel        | Korrigált bevétel (2024 dollár) | Előadó            | Rezidencia címe                   | Helyszín                        | Év(ek)     | Koncertek száma | Átlagos bevétel koncertenként | For.   |
| -------- | -------------- | ------------------------------- | ----------------- | --------------------------------- | ------------------------------- | ---------- | --------------- | ----------------------------- | ------ |
| 1        | $385 millió    | $565,73 millió                  | Céline Dion       | A New Day...                      | The Colosseum at Caesars Palace | 2003–2007  | 717             | $0,53 millió                  | [ 34 ] |
| 2        | $296 millió    | $352,75 millió                  | Céline Dion       | Celine                            | The Colosseum at Caesars Palace | 2011–2019  | 427             | $0,65 millió                  | [ 35 ] |
| 3        | $246,8 millió  | $246,8 millió                   | Billy Joel        | Billy Joel at The Garden          | Madison Square Garden           | 2014–jelen | 100             | $2,47 millió                  | [ 43 ] |
| 4        | $244,5 millió  | $244,5 millió                   | U2                | U2:UV Achtung Baby Live at Sphere | Sphere                          | 2023–2024  | 40              | $6,1 millió                   | [ 44 ] |
| 5        | $169 millió    | $240,01 millió                  | Elton John        | The Red Piano                     | The Colosseum at Caesars Palace | 2004–2009  | 248             | $0,68 millió                  | [ 36 ] |
| 6        | $137,7 millió  | $170,29 millió                  | Britney Spears    | Britney: Piece of Me              | Zappos Theater                  | 2013–2017  | 248             | $0,55 millió                  | [ 38 ] |
| 7        | $131,4 millió  | $131,4 millió                   | Dead & Company    | Dead Forever: Live at Sphere      | Sphere                          | 2024       | 30              | $4,38 millió                  | [ 45 ] |
| 8        | $131,2 millió  | $159,19 millió                  | Elton John        | The Million Dollar Piano          | The Colosseum at Caesars Palace | 2011–2018  | 189             | $0,69 millió                  | [ 46 ] |
| 9        | $124,5 millió  | $124,5 millió                   | Bruno Mars        | Bruno Mars at Park MGM            | Dolby Live                      | 2016–jelen | 79              | $1,58 millió                  | [ 43 ] |
| 10       | $113 millió    | $137,11 millió                  | Bruce Springsteen | Springsteen on Broadway           | Walter Kerr Theatre             | 2017–2018  | 236             | $0,48 millió                  | [ 42 ] |
| 11       | $110,04 millió | $110,04 millió                  | Lady Gaga         | Lady Gaga Enigma + Jazz & Piano   | Dolby Live                      | 2018–2024  | 72              | $1,53 millió                  | [ 46 ] |
| 12       | $101,9 millió  | $123,64 millió                  | Jennifer Lopez    | Jennifer Lopez: All I Have        | Zappos Theater                  | 2016–2018  | 120             | $0,85 millió                  | [ 47 ] |

### A leglátogatottabb koncertrezidenciák
Michael Jackson 2009. március 13-án négy óra alatt rekordot jelentő 750 000 jegyet adott el a 2009–2010-es This Is It rezidenciájára a londoni O2 Arénában, amelyet végül halála miatt töröltek.
| Év(ek)    | Rezidencia címe          | Előadó         | Eladott jegyek | Koncertek | For.          |
| --------- | ------------------------ | -------------- | -------------- | --------- | ------------- |
| 2003—2007 | A New Day...             | Céline Dion    | 2 814 577      | 714       | [ 50 ]        |
| 2014—2024 | Billy Joel at The Garden | Billy Joel     | 1,9 millió     | 104       | [ 43 ]        |
| 2011—2019 | Celine                   | Céline Dion    | 1 741 175      | 427       | [ 50 ]        |
| 2004—2009 | The Red Piano            | Elton John     | 982 090        | 247       | [ 51 ] [ 52 ] |
| 2013—2017 | Britney: Piece of Me     | Britney Spears | 916 184        | 248       | [ 52 ]        |
| 2011—2018 | The Million Dollar Piano | Elton John     | 776 518        | 189       | [ 52 ]        |
| 2024      | Adele in Munich          | Adele          | 730 000        | 10        | [ 53 ] [ 54 ] |